# Sahab
Sahab (en árabe, سحاب) es una ciudad en la gobernación de Amán, en Jordania. Tiene una población de 169.434 habitantes (censo de 2015). Se encuentra al sureste de Amán de cuya área metropolitana forma parte. Sahab es conocido por su Polígono Industrial, el Cementerio Islámico y el sitio Kahf de Raqeem mencionado en el Corán (Surat al-Kahf).